# Honorio Delgado
Honorio Delgado Espinoza, né le 26 septembre 1892 à Arequipa et mort le 28 novembre 1969 à Lima, est un psychiatre et un philosophe péruvien. Il est le premier recteur  de l'Universidad Peruana Cayetano Heredia à Lima (1962-1967).

## Biographie
Honorio est né à Arequipa, dans le sud du Pérou. Il fait ses études secondaires à Arequipa où il obtient son baccalauréat. Il poursuit ses études à l'université de Guadalupe et à la faculté de médecine de Lima. 
Il obtient son diplôme de médecin en janvier 1920 et en 1923, il obtient un doctorat en sciences. Honorio Delgado travaille à la faculté de médecine en tant que chef de clinique, puis comme chargé de cours à partir de 1930.
Il s'intéresse à la psychanalyse, assiste au congrès de l'Association psychanalytique internationale d'Innsbruck en 1927. Il publie le premier ouvrage en espagnol dans ce domaine, intitulé El psicoanálisis (1919) et crée avec Herlilio Valdizán une revue de psychiatrie, La Revista de psiquiatria y disciplinas conexas, où la psychanalyste est envisagée favorablement. Il correspond avec Freud, qu'il rencontre à Weimar en 1922, puis à Semmering en 1927 et contribue à l'édition, en 1926, d'un numéro spécial de la revue Mercurio Peruano consacré à Freud. Il publie également une biographie de Freud en 1926.
À partir de 1930, Honorio Delgado rompt totalement avec la psychanalyse, il se rapproche du catholicisme et préserve une popularité grandissante en tant que psychiatre.
Dans les années 1960, Honorio Delgado, avec Alberto Hurtado et d’autres professeurs, fonde l’Union médicale Cayetano Heredia, qui conduisit à la création de l’Universidad Peruana Cayetano Heredia. Delgado est élu au poste de premier recteur de la nouvelle université.

## Publications
- Génesis y Tratamiento de la Demencia Precoz  (1916)
- Psicología y Fisiología, Relaciones entre el Cuerpo y el Alma  (1920)
- Sigmund Freud (1926)
- Los Tipos Psicológicos de Jung (1932)
- La Formación Espiritual (1933)
- Lo Esencial au Tratamiento de la Melancolía (1960)
- De la Cultura y sus Artífices (1961)
- Cerca de los Tiempos Presente, Pasado y Futuro (1968)

## Honneurs et distinctions
- 1921 : membre titulaire de l'Académie nationale de médecine de Lima
- 1934 : membre honorifique de l'Académie nationale de médecine de Madrid
- 1936 : officier de l'ordre du soleil du Pérou
- 1943 : prix Hipólito Unanue, décerné par l'Académie nationale de médecine de Lima
- 1954 : docteur honoris causa de l'université de Salamanque
- 1962 : docteur honoris causa de l'université des sciences médicales du Pérou
- Docteur honoris causa de l'université de Colombie à Bogota
- Grand-croix de l'Ordre du Mérite de la République fédérale d'Allemagne